# Mesorthopterina
Mesorthopterina – wymarły rodzaj owadów z rzędu świerszczokaraczanów i rodziny Mesorthopteridae. W zapisie kopalnym znany z triasu, z terenu Kazachstanu.
Owady te miały nieco skórzaste, bezwłose przednie skrzydło o długości 45–60 mm i polu kostalnym 1,7–3,3 raza szerszy od największej szerokości pola radialnego. Jego użyłkowanie charakteryzowały: zakończona na żyłce kostalnej żyłka subkostalna, prosta żyłka radialna, wyposażony w co najmniej trzy odgałęzienia sektor radialny, podstawa żyłki medialnej zbliżona w nasadowej ⅓ skrzydła do żyłki radialnej oraz mająca 18–24 odgałęzienia przednia żyłka kubitalna. Po dwa rzędy nieregularnych komórek utworzonych przez żyłki poprzeczne znajdowały się w polu radialnym oraz w polu między żyłką medialną a przednią kubitalną.
Rodzaj i oba gatunki opisane zostały w 1996 roku przez Siergieja Storożenkę. Są to:
- Mesorthopterina bona Storozhenko, 1996 – jego jedyną skamieniałość odnaleziono w piętrze tołogojsku, w Kizył-tam, na terenie gór Ketpen. Cechował się przednim skrzydłem o długości około 45–50 mm i polu kostalnym 6,8 raza węższym od całkowitej szerokości skrzydła. Drobne żyłki w owym polu były w większości nierozgałęzione.
- Mesorthopterina pulchra Storozhenko, 1996 – jego trzy skamieniałości odnaleziono w piętrze tołogojsku, w Kizył-tam, na terenie gór Ketpen. Cechował się przednim skrzydłem o długości 55–60 mm i polu kostalnym tylko 3,5 do 3,8 raza węższym od całkowitej szerokości skrzydła. Drobne żyłki w owym polu były w większości porozgałęziane.